# 암파로 리베예스
암파로 리베예스(Amparo Rivelles, 1925년 2월 11일 ~ 2013년 11월 7일)는 스페인의 배우이다.